# 小绿鸠
小绿鸠（学名：Treron olax）是鸠鸽科绿鸠属的一种。分布于汶莱、印度尼西亚、马来西亚、新加坡和泰国。其栖息地为亚热带和热带的低地雨林。本种因其羽毛色绿且体型娇小而得名。